# Top Dance
Top Dance fue un talent show emitido en Antena 3 cuyo objetivo era formar bailarines en una academia. El formato estaba basado en el formato internacional Floor Filler, presentado por Manel Fuentes, fue estrenado el lunes 4 de abril de 2016 y finalizado el 29 de abril de 2016 en Antena 3.
El 3 de mayo de 2016 tras cuatro galas emitidas, la cadena anunció la cancelación del espacio debido a los moderados índices de audiencia que estaba cosechando. El programa se despidió de los espectadores el 29 de abril de 2016.

## Mecánica del programa
Después de la realización de un casting por toda España para buscar a 24 aspirantes, solo 16 competirán directamente. Cada gala, los participantes deberán desempeñar un baile de cualquier disciplina a nivel individual o en pareja, con el objetivo de convencer al jurado y a la audiencia de que deben continuar en el programa. Además, el ganador recibirá una beca de 30.000 euros para estudiar en una academia de baile de prestigio.

### Primera fase: La selección de los aspirantes
Durante las dos primeras galas de Top Dance, 12 bailarines por programa tendrán que convencer al 60% del público en 90 segundos. Si lo logran, el jurado valorará su actuación y decidirá si entra o no en la academia, debiendo obtener un mínimo de dos votos por parte de los jueces. En caso contrario, serán eliminados directamente. No obstante, cada miembro del jurado podrá utilizar un comodín para que un aspirante rechazado pase directamente a la academia (solamente pueden utilizarlo una vez).

### Segunda fase: La competición
A partir de la tercera gala, tras la selección de los 16 candidatos, estos comenzarán a competir en las galas en directo. En ellas, además de la actuación, serán visionados los momentos de la academia en que se forman las parejas de baile de cada semana, la preparación y el asesoramiento por parte de los profesores, los ensayos, la convivencia y la evolución de cada concursante, aparte de conocer sus historias, motivaciones y miedos antes de actuar.
Por otro lado, en cada programa, los bailarines se enfrentarán por parejas defendiendo un mismo tema musical, pero cada una con distintas coreografías. El jurado deberá elegir las mejores parejas, y las peores tendrán que seguir compitiendo.
Finalmente, cuando queden únicamente diez concursantes, tendrán que enfrentarse con su propio compañero y un bailarín de cada pareja, el cual será elegido por el jurado, pasará a la última oportunidad, donde tendrán que volver a luchar individualmente. Únicamente conseguirán llegar a la final los seis mejores bailarines, de los cuales solo uno resultará ganador.

### Resúmenes de academia
El programa cuenta con un resumen diario llamado Top Dance: la academia, el cual se emite de lunes a viernes a partir de las 15:00 horas en Neox. En él se puede ver la estancia de los concursantes y los ensayos contando con 10 minutos de emisión. Tras dos semanas en emisión y debido a los bajos resultados de audiencia, la cadena decidió retirar los resúmenes diarios dejando solamente las galas en directo, por lo que su último programa fue emitido el 29 de abril de 2016.

## Temporadas y audiencias
| Temporada | Temporada | Galas | Estreno            | Final               |                   |
| Temporada | Temporada | Galas | Estreno            | Final               | Audiencia media   |
| --------- | --------- | ----- | ------------------ | ------------------- | ----------------- |
|           | 1         | 4     | 4 de abril de 2016 | 29 de abril de 2016 | 1 979 000 (13,4%) |

### Presentador
| Presentador   | Edad    | Profesión   | Duración | Ediciones |
| ------------- | ------- | ----------- | -------- | --------- |
| Manel Fuentes | 43 años | Presentador | 2016     | 1         |

### Jurado
| Jurado           | Edad    | Profesión            | Duración | Ediciones |
| ---------------- | ------- | -------------------- | -------- | --------- |
| David Bustamante | 34 años | Cantante             | 2016     | 1         |
| Mónica Cruz      | 39 años | Bailarina y actriz   | 2016     | 1         |
| Rafael Amargo    | 41 años | Bailaor y coreógrafo | 2016     | 1         |

### Profesores
| Profesor             | Profesión                                              | Duración | Ediciones |
| -------------------- | ------------------------------------------------------ | -------- | --------- |
| Benji Lee Weeratunge | Bailarín                                               | 2016     | 1         |
| Julio Viera          | Director del Centro de Danza de Maspalomas             | 2016     | 1         |
| Verónica Mejía       | Directora de la escuela de danza Dance Center Valencia | 2016     | 1         |

## Top Dance (2016)

### Participantes
| Participante    | Edad    | Ciudad    | Estilos             | Tipo de Expulsión        | Puesto         |
| --------------- | ------- | --------- | ------------------- | ------------------------ | -------------- |
| Adrián López    | 21 años | Barcelona | BBoying             | Cancelado                | Cancelado      |
| Axe Peña        | 24 años | Castellón | Jazz                | Cancelado                | Cancelado      |
| Axel Amores     | 24 años | Córdoba   | Neoclásico          | Cancelado                | Cancelado      |
| Elena Suárez    | 23 años | Madrid    | Clásico             | Cancelado                | Cancelado      |
| Estela Cruz     | 22 años | Barcelona | Contemporáneo       | Cancelado                | Cancelado      |
| Jesús Lobo      | 23 años | Sevilla   | Hip Hop             | Cancelado                | Cancelado      |
| Julia Pericas   | 20 años | Barcelona | Hip Hop y Clásico   | Cancelado                | Cancelado      |
| Kevin Vélez     | 21 años | Vitoria   | Bboy                | Cancelado                | Cancelado      |
| Manuel Ramírez  | 26 años | Cádiz     | Flamenco            | Cancelado                | Cancelado      |
| Noelia Chacón   | 19 años | Ibiza     | Sexy Style          | Cancelado                | Cancelado      |
| Paloma Vázquez  | 21 años | La Coruña | Hip Hop             | Cancelado                | Cancelado      |
| Sergio Fuentes  | 29 años | Sevilla   | Experimental        | Cancelado                | Cancelado      |
| Sonia Ebiole    | 34 años | Barcelona | Hip Hop y DanceHall | Cancelado                | Cancelado      |
| Laura Recamal   | 21 años | Madrid    | Hip hop comercial   | Nominación contra Sergio | 3.ª expulsada  |
| Eva Espejo      | 29 años | Barcelona | Sexy Style          | Reto contra Laura        | 2.ª expulsada  |
| Alejandro López | 22 años | Barcelona | BBoying             | Nominación contra Laura  | 1.er expulsado |

### Estadísticas semanales
|           | Casting | Gala 1   | Gala 1    | Gala 2    | Gala 2    |
| --------- | ------- | -------- | --------- | --------- | --------- |
| Adrián    | Entra   | Salvado  | Exento    | Nominado  | Nominado  |
| Axe       | Entra   | Nominado | Exento    | Nominado  | Salvado   |
| Axel      | Entra   | Salvado  | Exento    | Salvado   | Salvado   |
| Elena     | Entra   | Salvada  | Salvada   | Salvada   | Exenta    |
| Estela    | Entra   | Nominada | Salvada   | Salvada   | Exenta    |
| Jesús     | Entra   | Nominado | Exento    | Salvado   | Salvado   |
| Julia     | Entra   | Nominada | Salvada   | Salvada   | Exenta    |
| Kevin     | Entra   | Nominado | Exento    | Salvado   | Salvado   |
| Manuel    | Entra   | Salvado  | Exento    | Salvado   | Salvado   |
| Noelia    | Entra   | Salvada  | Salvada   | Salvada   | Exenta    |
| Paloma    | Entra   | Salvada  | Salvada   | Nominada  | Exenta    |
| Sergio    | Entra   | Salvado  | Exento    | Nominado  | Nominado  |
| Sonia     | Entra   | Nominada | Salvada   | Nominada  | Exenta    |
| Laura     | Entra   | Nominada | Nominada  | Nominada  | Expulsada |
| Eva       | Entra   | Salvada  | Nominada  | Expulsada |           |
| Alejandro | Entra   | Nominado | Expulsado |           |           |

     El/la concursante fue salvado sin riesgo a la expulsión.
     El/la concursante fue salvado/a por los profesores.
     El/la concursante fue salvado/a por el jurado.
     El/la concursante se enfrentó a duelo con su pareja ante la expulsión.
     El/la concursante fue retado a la nominación junto a otro concursante.
     El/la concursante fue exento por ser del sexo contrario de la persona que tiene que retar.
     El/la concursante fue expulsado de la academia.
     El/la concursante no estaba en la academia.

### Audiencias
| Gala    | Características del programa | Fechas de emisióm   | Espectadores | Audiencia |
| ------- | ---------------------------- | ------------------- | ------------ | --------- |
| Gala 01 | Primer Casting               | 4 de abril de 2016  | 2 791 000    | 17,9%     |
| Gala 02 | Segundo Casting              | 11 de abril de 2016 | 2 211 000    | 15,0%     |
| Gala 03 | Expulsión de Alejandro       | 18 de abril de 2016 | 1 776 000    | 13,1%     |
| Gala 04 | Expulsión de Eva y Laura     | 29 de abril de 2016 | 1 139 000    | 7,7%      |

     Programa líder de audiencia en su franja horaria (horario estelar).

     Máximo histórico de audiencia (horario estelar).

## Audiencia media de todas las ediciones
Estas han sido las audiencias de las ediciones del programa Top Dance.
| Edición          | Fecha | Cadena   | Espectadores | Share (%) | Última gala      |
| ---------------- | ----- | -------- | ------------ | --------- | ---------------- |
| Top Dance (2016) | 2016  | Antena 3 | 1 979 000    | 13,4%     | 1 139 000 (7,7%) |